# Mao Anying

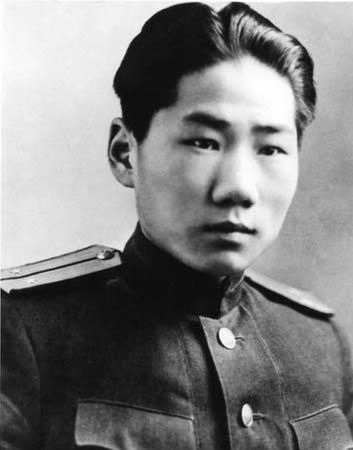
Mao Anying

Mao Anying (毛岸英) (* 24. Oktober 1922 in Changsha, Provinz Hunan; † 25. November 1950) war der älteste Sohn von Mao Zedong und seiner zweiten Frau Yang Kaihui. 

## Leben
Mao Anying wurde in Changsha, der Hauptstadt der Provinz Hunan geboren und war das älteste von drei Geschwistern. Sein Vater verließ die Familie 1927. Die Mutter wurde 1930 von den Kuomintang in Changsha hingerichtet. Der jüngste Bruder starb kurz nach dem Tod der Mutter. Es folgten unstete Jahre in der Obhut verschiedener Institutionen und Personen gemeinsam mit seinem jüngeren Bruder Mao Anqing. 1936 wurde Mao Anying in ein internationales Internat in Moskau gegeben. Dort und in einer Militärakademie erhielt er seine Ausbildung. 1946 kehrte er nach China in die kommunistische Basis Yan’an zurück.
Ab Oktober 1950 nahm er als Russischdolmetscher am Koreakrieg teil. Er fiel im Alter von 28 Jahren am 25. November 1950 in Nordkorea, fünf Wochen nachdem die ersten Soldaten der Volksbefreiungsarmee heimlich über den Yalu-Fluss in der Nähe Dandongs nach Nordkorea übersetzten und in den Korea-Krieg eingriffen. Mao Anying hielt sich im chinesischen Hauptquartier auf, als es von US-Kampfflugzeugen bombardiert wurde.